# Гвадичоло (Фрозиноне)
Гвадичоло је насеље у Италији у округу Фрозиноне, региону Лацио.
Према процени из 2011. у насељу је живело 44 становника. Насеље се налази на надморској висини од 114 м.